# Friedrich Johann von Alvensleben
Friedrich Johann, hrabia von Alvensleben (ur. 9 kwietnia 1836 w Erxleben, zm. 16 września 1913 tamże) ze znanego rodu Alvensleben, niemiecki dyplomata.
Studiował prawo na uniwersytetach w Bonn i Berlinie i w roku 1861 został referendarzem w ambasadzie Królestwa Prus w Brukseli. W roku 1863 zdał egzaminy na dyplomatę. Był sekretarzem misji dyplomatycznych Prus w Stuttgarcie, Monachium, Dreźnie, Petersburgu i Waszyngtonie. W roku 1871 Otto von Bismarck powołał go do pracy w biurze Kanclerza Rzeszy. W roku 1872 Alvensleben był radcą prawnym w ambasadzie w Petersburgu, od 1876 generalnym konsulem w Bukareszcie.
Od 1879 rezydent (Ministerresident) w Darmstadt. W 1882 poseł w Hadze, w 1884 w Waszyngtonie, w 1888 w Brukseli, a w latach 1900-1905 ambasador w Petersburgu. Ostatnie lata życia poświęcił zarządzaniu swych dóbr rodowych w Erxleben i Eimersleben, które mu przypadły w wyniku losowania między braćmi-spadkobiercami majątku.
W roku 1890 został sekretarzem spraw zagranicznych. Jego poprzednikiem na tym stanowisku był Herbert von Bismarck, syn Ottona von Bismarcka.

## Literatura
- Hellmut Kretzschmar: Geschichtliche Nachrichten vom Geschlecht von Alvensleben seit 1800. Burg 1930, s. 10-12
- Werner Frauendienst: Friedrich-Johann Graf von Alvensleben-Erxleben. Der Deutsche Botschafter in Petersburg während des Russisch-Japanischen Krieges. Eine biographische Skizze zum Gedenken an seinen 100. Geburtstag am 9. April 1936. Leipzig 1936, 39 S.
- Neue Deutsche Biographie, Erster Band 1953, s. 232
- Magdeburger Biographisches Lexikon. Magdeburg 2002, s. 8/9.